# Orhan Pamuk
Ferit Orhan Pamuk (rođen u Istanbulu, 7. juna 1952.) je jedan od najpoznatijih turskih pisaca, scenarist, akademik i dobitnik Nobelove nagrade za književnost 2006. godine. Njegov je rad stekao široku popularnost i van granica zemlje gdje su njegove knjige prevedene na šezdeset i tri jezika i prodane u preko 13 milijuna primjeraka.
Njegovi najpoznatiji naslovi su Tiha kuća, Bijeli zamak, Crna knjiga, Novi život, Moje ime je crvena, Snijeg, Muzej nevinosti, Stranac u mojoj glavi i Žena crvene kose. Profesor je humanističkih kolegija o vještini pisanja i komparativnoj književnosti na Sveučilištu Columbia, a od 2018. i član Američkog filozofskog društva.
Orhan Pamuk rođen je u Istanbulu u obitelji sa čerkeškim korijenima. Prvi je turski dobitnik Nobelove nagrade u povijesti, a primio je i brojne druge književne nagrade. Prije dodjele Nobelove nagrade roman Moje ime je crvena stekla je međunarodnu pažnju i osvojila francusku nagradu Prix du Meilleur Livre Étranger 2002. godine, talijansku Premio Grinzane Cavour 2002. godine i International Dublin Literary Award 2003. godine.
Europski parlament pisaca nastao je kao rezultat zajedničkog prijedloga Orhana Pamuka i portugalskog pisca Joséa Saramaga. Pamukova spremnost da piše knjige o spornim povijesnim i političkim događajima dovela ga je u opasnost od cenzure u vlastitoj domovini. Godine 2005. ultranacionalistički odvjetnik tužio ga je zbog izjave vezane za Armenski genocid u Osmanskom Carstvu.

## Životopis
Školovao se na istanbulskom Robert Collegeu, nakon čega na tehničkom sveučilištu upisuje studij arhitekture kako bi udovoljio želji svojih roditelja da postane građevinar ili arhitekt.
Ipak, nakon tri godine odustaje od arhitekture, te se odlučuje u potpunosti posvetiti pisanju. Godine 1976. završava studij novinarstva, a 1985. odlazi u New York, gdje na Sveučilištu Columbia, kao gostujući znanstvenik boravi sljedeće tri godine.
Pamuk aktivno počinje pisati 1974. godine. Već za prvi roman, 'Dževdet-beg i njegovi sinovi' osvaja prestižnu nagradu Milliyet Press. Njegov povijesni roman 'Bijeli zamak' također osvaja mnoge nagrade, od kojih je najvažnija Independent Award for Foreign Fiction koju dobiva 1990. godine.
Književni kritičar New York Timesa tada je napisao: Nova je zvijezda zasjala na istoku – Orhan Pamuk. Upravo se u to vrijeme Pamuk počinje odmicati od striktnog naturalizma, karakterističnog za njegove dotadašnje uratke. Mjesto u pop kulturi 1990. godine osigurava mu roman 'Crna knjiga', jedno od najkontroverznijih i najčitanijih djela u povijesti turske književnosti.
Nakon samo dvije godine, piše scenarij za film 'Skriveno lice', dok njegov četvrti roman 'Novi život' po objavljivanju 1995. godine postaje senzacija i najbrže rasprodan roman u povijesti Turske.
Vrhunac Pamukove međunarodne slave označio je izlazak romana 'Zovem se Crvena' 2000. godine. Misterij, romansa, filozofska promišljanja, te radnja smještena u 16.-stoljetni Istanbul elementi su koji krase ovaj reprezentativni uradak svjetskog postmodernog stvaralaštva. Preveden je na 24 jezika, a 2000. godine osvaja najunosniju književnu nagradu, IMPAC Dublin Award.
Njegov zadnji roman, 'Snijeg' iz 2002. godine propituje konflikt islamizma i zapadnjaštva u suvremenoj Turskoj, a New York Times ga proglašava jednim od najboljih romana 2004. godine.
Samo godinu dana kasnije objavljuje memoarski putopis 'Istanbul', a 2005. osvaja prestižnu 25.000 eura vrijednu njemačku književnu nagradu, Friedenspreis des Deutschen Buchhandels (Mirovna nagrada njemačkih knjižara), kao priznanje za svoje književno stvaralaštvo u kojem se Europa i islamska Turska međusobno prihvaćaju. Ljudska izgubljenost uzrokovana gubitkom identiteta zbog sukoba islamskih i europskih vrijednosti motiv je koji prožima cjelokupno Pamukovo stvaralaštvo. Riječ o teškim i uznemirujućim djelima, kompleksne i intrigantne fabule, te duboke razrade likova.
Godine 2005. skupina ultranacionalističkih odvjetnika diže tužbu protiv Orhana Pamuka. Povod su njegove izjave u vezi s armenskim genocidom (1915. – 1917.) i masakrom 30.000 Kurda u Anatoliji.
Sve su optužbe odbačene 22. siječnja 2006. godine, nakon čega je književnik priznao da mu je namjera bila skrenuti pažnju javnosti na problem slobode govora u suvremenom društvu.
Živi u Istanbulu. 

## Djela
- Dževdet-beg i njegovi sinovi (Istanbul, 1982)
- Tiha kuća (Istanbul, 1983)
- Bijeli zamak (Istanbul, 1985)
- Crna knjiga (Istanbul, 1990)
- Novi život (Istanbul, 1994)
- Zovem se Crvena(Istanbul, 1998)
- Snijeg (Istanbul, 2002)
- Istanbul: grad i sjećanja (Istanbul, 2003)
- Kofer moga oca (Istanbul, 2007)
- Muzej nevinosti(Istanbul, 2008)
- Čudne misli u mojoj glavi (Istanbul, 2014)
- Žena crvene kose (Istanbul, 2016)
- Noći kuge (Istanbul, 2021)

## Vanjske poveznice
- Orhan Pamuk